# Ceratoconcha prefloridana
Ceratoconcha prefloridana is een zeepokkensoort uit de familie van de Pyrgomatidae. De wetenschappelijke naam van de soort is voor het eerst geldig gepubliceerd in 1960 door Brooks & Ross.